# Пугач-рибоїд бурий

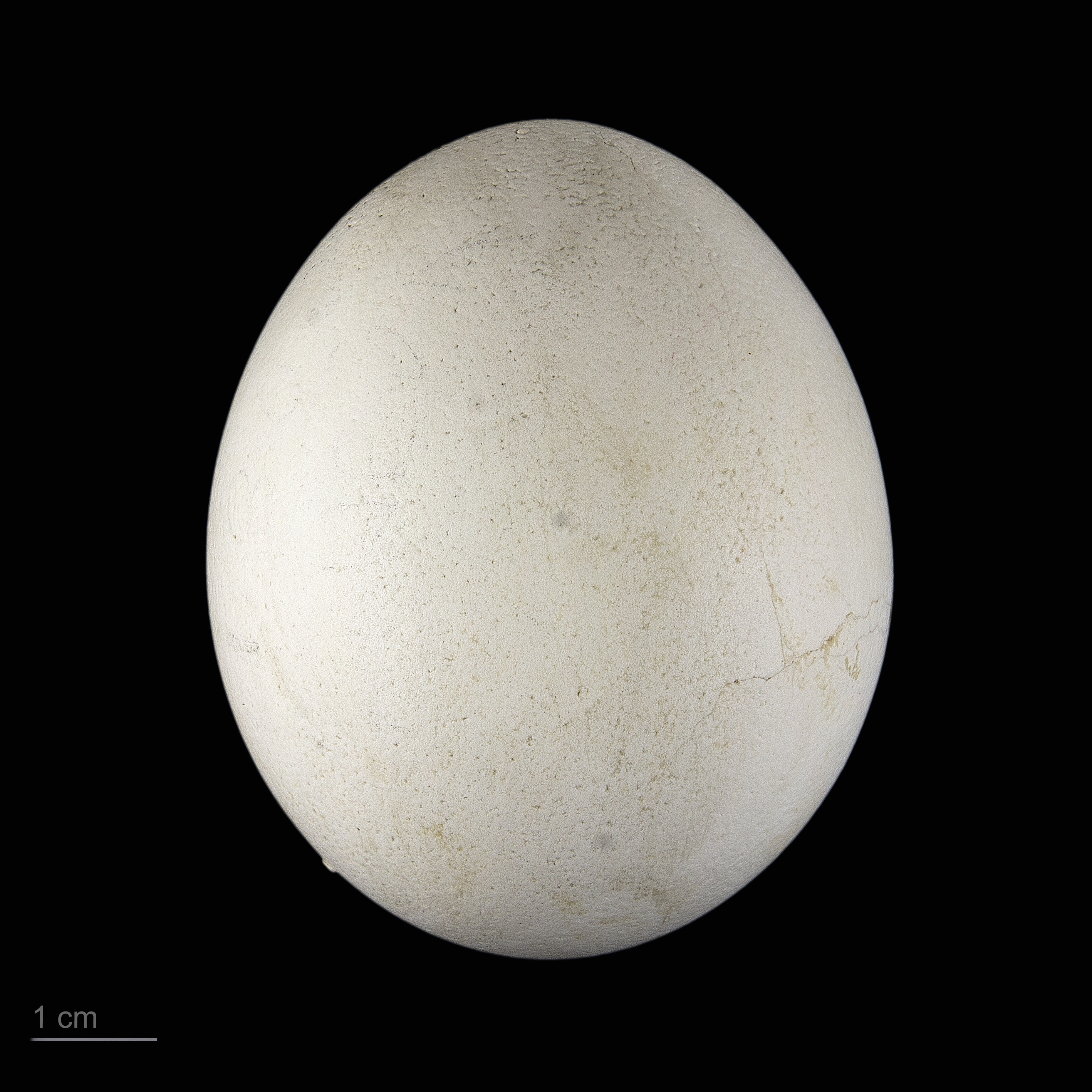
яйце Ketupa zeylonensis — Тулузький музей

Пугач-рибоїд бурий (Ketupa zeylonensis) — вид птахів родини Совові (Strigidae).

## Поширення
Ареал виду охоплює Близький Схід, Південну Азію, Індокитай та Південний Китай. У багатьох місцях вид зник або рідкісний. Стабільна популяція, якій не загрожує зменшення, є лише на півдні Індії та на Шрі-Ланці.

## Опис
Довжина тіла дорослого птаха — 48-57 см, вага — 1,1-2,5 кг, довжина крила 51-58 см, хвоста 21 см. Забарвлення на спині рудувато-буре, з чорними або темно-коричневими смугами, пір'я, що криють крила забарвлені в коричневий і блідо-жовтий кольори, черево світле з коричневими поперечними смугами, пір'я голови і потилиці, а також вушні пучки — з поздовжніми темно-бурими смужками, горло біле.